# 东阁镇
东阁镇是中华人民共和国海南省文昌市下辖的一个乡镇级行政单位，位于文昌市东部，东邻文教镇，西靠文城镇，北面与抱罗镇毗邻，南面滨临清澜港同东郊、清澜隔海相望。全镇总面积109平方公里，总人口2.5万。

## 行政区划
东阁镇下辖以下地区：
东阁社区、宝芳墟社区、东阁村、侠夫村、地绿洋村、群建村、良丰村、红旗村、大宝园村、东海村、大架村、李山村、凤头村、天伦村、宝新村、宝芳村、美柳村、新群村、红星村和文林村。